# 封神伝奇 バトル・オブ・ゴッド
『封神伝奇 バトル・オブ・ゴッド』（ほうしんでんき バトル・オブ・ゴッド、原題：封神傳奇）は、2016年の中国・香港合作映画。中国の古典小説『封神演義』を題材としており、コアン・ホイが監督、ジェット・リー、ファン・ビンビン、レオン・カーフェイが主演を務めている。
日本では2017年に劇場公開され、同年9月6日にソニー・ピクチャーズ エンタテインメントからブルーレイ（HKBD-81112/DVDレンタル:PLCD-81112）とDVDが発売された。

## あらすじ
時は古代中国、殷の時代末期。第三十代の王、紂王（レオン・カーファイ）は九尾の狐が化けた美女、妲己（ファン・ビンビン）に魅了されている。彼は操られるままに暴政を行い、周辺への侵略を開始。人間界では魑魅魍魎が跋扈し、乱世が始まろうとしていた。事態を重く見た仙界最強の道士にして周の軍師、姜子牙（ジェット・リー）はそれを阻止しようと楊戩（ホァン・シャオミン）、哪吒（ウェン・ジャン）、姫雷（ジャッキー・ヒョン）らを遣わす。一方、妲己もすでに謀略を張り巡らしていて神と魔の戦いが始まる。

## キャスト
※括弧内は日本語吹替
- 姜子牙（キョウシガ） - ジェット・リー（池田秀一）
- 妲己（ダッキ） - ファン・ビンビン（本名陽子）
- 紂王（チュウオウ） - レオン・カーフェイ（堀内賢雄）
- 二郎神 楊戩（ヨウセン） - ホアン・シャオミン（高橋広樹）
- 申公豹（シンコウヒョウ） - ルイス・クー（小山力也）
- 藍蝶（アイチョウ） - アンジェラベイビー（たかはし智秋）
- 哪吒（ナタ） - ウェン・ジャン（濱岡敬祐）
- 姫雷（キライ）（雷震子） - ジャッキー・ヒョン（峰晃弘）
- 姫発（キハツ） - アンディ・オン
- 姫昌（キショウ） - ズー・フェン（辻井健吾）
- 太乙真人 - シュイ・チン
- 東海竜王 - レイ・チーホン
- 東海竜王の第三太子（小エビ） - （ふじたまみ）
- 霊族の大長老 - スン・ジェンクイ
- 飛天 - 秦鵬飛
- 遁地 - 賀敬德

## スタッフ
- 監督：コアン・ホイ
- 製作：チャールズ・ヒョン、ウィルソン・イップ
- 製作総指揮：チャールズ・ヒョン、ドン・ユードン
- 脚本：チャコール・タン、チェン・チーグォン、サムソン・スン
- 音楽：ジョン・デブニー
- 撮影：アーサー・ウォン
- 第2班監督：ヴァーニー・ヤン